# Квак бермудський
Квак бермудський (Nyctanassa carcinocatactes) — вимерлий вид птахів родини чаплевих (Ardeidae).

## Поширення та вимирання
Вид був ендеміком Бермудських островів. Описаний з субфосильних решток, що виявлені у плейстоценових і голоценових відкладеннях у печерах. Ймовірно, вимер з появою людей на островах у 17 столітті. Після вимирання його нішу зайняв близький вид квак чорногорлий (Nyctanassa violacea).

## Опис
Його анатомія була досить подібна до живого родича, квака чорногорлого (Nyctanassa violacea), але він мав важчий дзьоб, масивніший череп і міцніші задні кінцівки. Спеціалізація дзьоба і задніх кінцівок показала, що він, мабуть, пристосований до живлення наземними крабами.